# Daniel Derveaux
Daniel Derveaux, né le 26 août 1914 à Paris et décédé le 14 novembre 2010 à Saint-Malo, est un artiste et éditeur d'art français.
Il a produit près de 2 500 dessins, une centaine de bois et linos gravés, 40 000 épreuves d'eaux-fortes, 6 000 pierres, zinc, aluminium, 300 gravures sur cuivre, 1 000 tirages en sérigraphie, près de 10 millions d'exemplaires tirés; des impressions publicitaires et éditions d'art par lithographie, typographie, et offset façon lithographie. Cette production lui vaut d'avoir figuré longtemps dans le Who's who.

## Biographie
Daniel Louis Derveaux est né à Paris le 26 novembre 1914.
Sa carrière artistique et littéraire débute dans le Nord, au cours des années 30. Le jeune artiste  parcourt alors le Ferrain et bénéficie de l'enseignement du peintre et graveur bailleulois Jules Alphonse Deturck. À 19 ans, il crée sa propre maison d'édition à Tourcoing : les "Éditions d'Art Daniel Derveaux".
Dès l'âge de 18 ans, il grave sur cuivre des portraits de famille à la pointe sèche. Il grave aussi à l'eau-forte une série de dessins à la plume sur l'Italie, puis sur Tourcoing et le Nord (180 dessins à la plume rehaussés de lavis sépia). En 1933, il fait notamment une gravure de la Villa Beaulieu à Wasquehal. Durant l'année 1934, il effectue une série de 64 eaux-fortes sur Roubaix. Durant l'année 1935, 27 eaux-fortes d'une ferme, la cense "Montagne". Il s'adonne aussi à la gravure sur bois.
Observateur méticuleux, Daniel établit un catalogue méthodique des villages du Nord avec plusieurs ouvrages illustrés. En 1936, après la publication de En pays de Ferrain, Daniel part pour le service militaire, ce qui ne l'empêche pas d'être présent, en avril 1937, au XVIe Salon des artistes mosellans. De permission en 1938, il présente aussi une exposition d'estampes à Lille.

L'épisode militaire de sa vie est relaté par l'historien Dr. Michaël Séramour sur quelques pages de son ouvrage Des arcs-en-ciel sous l'uniforme (2021) ; ouvrage qui vient parachever une thèse de doctorat:
"Sursitaire de la classe 1934, Daniel Derveaux est incorporé au 162e régiment d'infanterie de forteresse en septembre 1936 et commence son service au Camp de Veckring. Remarqué par le lieutenant-colonel Miserey, le jeune artiste est employé comme secrétaire particulier et quitte Veckring pour Metz, où il se voit confier la "mission" de réaliser un historique illustré du site du Hackenberg. Après maintes recherches dans les archives de Metz et de l'Évêché, il rédige son texte en gothique sur vélin d'Arches qu'il enlumine, avant de faire relier pleine peau le manuscrit par le maître-relieur tourquennois Edmond Coudou, avec lequel il travaillait avant son service militaire. L'ouvrage devient le livre d'or du Hackenberg. [...] Robert Louard, jeune appelé, [...] paracheva l'oeuvre initiale en la rehaussant encore de nombreuses aquarelles."  
Puis, affecté à la caserne Barbot en 1937, il cartographie une partie des secteurs de Veckring et d'Hestroff et réalise quelques croquis destinés à l'instruction. En août 1939, il est affecté à Hestroff - toujours au 162e RIF. Nommé guetteur dans un "arbre-observatoire" de la forêt de Villers, il est ensuite invité au petit Bois-de-Bousse par le capitaine Wolff, pour "croquer" (dessiner par croquis) ses hommes : ce sera la naissance de l'oeuvre Descente du guet . Le lieu où il dessine sera renommé "Fort aux Fresques". À ce propos, voir l'analyse d'Ophélie Nimeskern, doctorante en histoire de l'art, sur cette oeuvre. Michaël Séramour ajoute : 
"De retour au Bois-de-Villers, Daniel Derveaux continue de dessiner jusqu'au décrochage de la nuit du 13 au 14 juin 1940. Il s'illustre comme observateur dans le clocher de Lupcourt, bombardé par l'ennemi - ce qui lui vaut l'obtention de la croix de guerre 39-45 - pour finalement être fait prisonnier le 20 juin 1940 à proximité de Charmes. Toujours actif, il réalise des aquarelles et dessins accompagnant une trentaine de chants populaires européens, des portraits de camarades d'infortune, des linos gravés." 
Démobilisé en 1941, il vient s'établir à Saint-Malo.
Daniel Derveaux a été le seul artiste à avoir véritablement dessiné et gravé le vieux Saint-Malo tel qu'il était antérieurement aux bombardements d’août 1944. Ses épreuves ont d'ailleurs servi à la reconstruction de Saint-Malo, et aux attributions des dommages de guerre.

Il écrit et illustre de nombreux livres sur Saint-Malo, Rennes et la vallée de la Rance. En même temps, il créait des lithographies de portraits, costumes et sites bretons, des vues de port et de très nombreuses cartes géographiques ou historiques sur la France et toutes ses régions - par exemple la carte de Bretagne armoriée tirée à plusieurs milliers d'exemplaires-, sur l'Europe et le monde. Il fut également publicitaire en créant quantité d'affiches, dépliants, papiers à en-tête à l'usage de nombreuses manifestations de toute la région Ouest.
"L'oeuvre du malouin d'adoption se vend dans les librairies spécialisées, les musées nationaux et s'exporte à l'étranger." 
Marié en 1944 à Renée Moigne, il eut trois enfants. C'est en 1982 que Pierre Derveaux reprend la suite des Editions d'Art Daniel Derveaux avec de nouvelles gravures historiques, qu'il transmet en 2006 à son fils Guillaume.
Ses gravures, proposées par les librairies spécialisées, les comptoirs de vente des musées et monuments nationaux, et à l'international, sont présents dans d'innombrables foyers en France et à l'étranger.

## Ouvrages
Bibliographie
- « Le vieux-Tourcoing » : 1933, illustré de 40 eaux-fortes originales dont 26 hors texte.
- « Le vieux-Roubaix » : 1934, avec 64 eaux-fortes.
- « Nos vieilles Censes », sous-titre : "Évolution de la campagne, vieilles censes de Tourcoing en Ferrain, leur architecture" ; ouvrage historique et artistique illustré de 27 plumes-lavis lithofortes, non publié en 1935 mais publié avec la réédition de la « Cense Montagne » en septembre 1987. Cet ouvrage fut couronné en juin 1988 à Lille par le Grand Prix de littérature du Nord et du Pas-de-Calais de la Renaissance Française.
- « Une Cense-manoir à Tourcoing, la Cense Montagne », sous-titre : "Vieux souvenirs, historique des origines à nos jours ; physionomie architecturale et artistique, l’habitation, ameublement et coutumes", illustré de 27 eaux-fortes originales.
- « En Pays de Ferrain », sous-titre : "Châteaux-forts, manoirs et censes-manoirs, couvents, églises et chapelles ; quatre siècles d’architecture régionale du 15ème au 18ème dans 30 localités, de Commines à Baisieux, d'Halluin à Marcq-en-Barœul en passant par Roubaix et Tourcoing" , ouvrage historique et artistique, Tourcoing 1936, avec 180 dessins à la plume exécutés d'après nature.
- « Livre d’Or du Hackenberg » : 1937, non publié ; Daniel rédige cet historique, l'illustre de dessins à la plume, le fait relier de basane dorée aux fers. Quelques autres artistes ajouteront leurs illustrations ; devenu livre d'Or de ce fort militaire durant les années de guerre, paraphé de nombreuses personnalités, il est déposé aux Archives de la Guerre[11],[12],[13].
- « Chants Populaires Européens d'autrefois » : 1940, recueillis en 34 langues et dialectes auprès de soldats belligérants retenus ensemble prisonniers dans un stalag, et illustrés en couleurs durant sa captivité en Allemagne, écrits en caractères gothiques pour la plupart (mais aussi grecs, cyrilliques, hébreux, etc), belle œuvre rare non publiée, mais qui existe en quelques exemplaires en fac-similé.
- « Saint-Malo de Bretagne »: mars 1943, illustré de 85 gravures sur bois en noir et couleurs.
- « Fastes Marins de la Cité Corsaire » édité en 1944, avec 38 lithofortes ;les premiers 85 exemplaires numérotés furent imprimés sur papier filigrané du XVIIIe, pages vierges de registres de comptes corsaires... ; sous titre : "Au pays des derniers grands voiliers, rivalité navales d’escadres voilières, les voyages à la découverte, la course".
- « Les Vieux Logis de Rennes » : 1946, avec 73 lithofortes et aquatintes originales.
- « Gentilhommières du Pays de Saint-Malo »: 1947, avec 94 lithographies, aquatintes et crayons.
- « De la côte d’Émeraude à Brocéliande par la Rance »: deux tomes 1951, avec 170 lithographies au crayon brun et en couleurs ;  tome premier : "La Côte d’Emeraude, la Rance, Dinan, les châteaux du pays de Rance : voyage en Haute-Bretagne sur le territoire de l’ancien évêché de Saint-Malo" ; 88 lithographies. tome second : "La Haute-Bretagne féodale de Combourg à Montfort, Josselin et les cités de bois d’entre Vilaine et Oust, Brocéliande, Forêt de Paimpont".

Gravures :
Daniel Derveaux a alterné les techniques les plus variées : dessins crayon, plume, sanguine, lavis ;  xylographie ; taille-douce : pointe sèche, burin, eau-forte, aquatinte ; lithographie ; impression en offset.
1936-1940 : service militaire et guerre, très nombreux dessins humoristiques à la plume, au crayon ; illustration par dessins et aquarelle du Livre d'Or du Hackenberg, paraphé par tous les généralissimes et personnalités alliés - dont Churchill, le roi George VI... - ayant visité le Fort en ces mois de guerre ; fresques humoristiques sur les parois souterraines de l'abri du Bois de Bousse  (Bockange, Moselle); gravures sur lino.
À partir de 1942, il assimile la technique de l'impression lithographique, en dessinant sur pierre au crayon gras lithographique, et pour ce faire sur autant de pierres (60 kg chacune) que de couleurs à passer. Et il va créer ou reproduire en les agrémentant, quantité d'estampes et cartes géographiques ou historiques à thèmes, effectuer 85 dessins de l'intra-muros malouin. Il grave des cuivres et tire en même temps de nombreuses eaux-fortes et bois gravés pour le livre Saint-Malo de Bretagne, crée des ex-libris (cuivres, bois) pour des amis.
Pendant 13 ans, de 1945 à 1958, il exécute dessins et éditions publicitaires (cartes, programmes de voyages, affiches - pour la station balnéaire de Carnac entre autres -, en-têtes de lettres, publicités illustrées pour la Frégate de Renault, la Brittany Air Service, l'Historial de Montmartre, d'autres musées de cire, des préfectures, syndicats d'Initiatives, les biscuits Gondolo, des casinos, des produits pharmaceutiques, etc.)
En même temps paraissent des centaines d'eaux-fortes, dessins, près de 50 cartes géographiques genre ancien, agrémentées de blasons, armoiries ou scènes de genre, réimpression des ports d'Ozanne, des costumes régionaux de Lalaisse, des centaines de lithographies (en majorité des crayons) pour ses récents ouvrages « Gentilhommières... » et « de la Côte d'Emeraude... ».
Ensuite il adaptera la technique de la lithographie, en reportant sur zinc par photomécanique le dessin sur pierre, zinc destiné à l'impression offset. Parfois il dessine au crayon gras lithographique directement sur le zinc à imprimer.

## Reconnaissances
- Croix de guerre 1939–1945 avec citation ;
- Prix Wicar en 1936 (Médaille d'or de la Société des Sciences et des Arts de Lille).
- Prix Catenacci de l'Académie des Beaux-Arts en 1936
- Prix Boldoduc de gravure de la Société des sciences et arts de Lille en 1942.
- Officier d'académie au titre des services rendus aux Arts, en janvier 1951 ;
- Il reçoit en 1988 le Grand Prix de littérature de la Renaissance Française de la région Nord-Pas-de-Calais.

Il fit de nombreuses expositions dont la dernière organisée par la Ville de Saint-Malo en mars 2008, dans la tour Bidouane sur les remparts.